# تريفور هورن (سياسي نيوزلندي)
تريفور هورن (بالإنجليزية: Trevor Horne)‏ هو عسكري وسياسي نيوزلندي، ولد في 30 سبتمبر 1920 في كرايستشرش في نيوزيلندا، وتوفي في 3 يوليو 1991 في نيلسون في نيوزيلندا.